# Il libro della giungla 2
Il libro della giungla 2 (The Jungle Book 2) è un film d'animazione del 2003 diretto da Steve Trenbirth. Prodotto dai DisneyToon Studios di Sydney e distribuito da Walt Disney Pictures e Buena Vista Distribution. Il film uscì nei cinema in Francia il 5 febbraio 2003, e venne distribuito negli Stati Uniti il 14 febbraio. È il sequel del Classico Disney Il libro della giungla del 1967 e vede, nella versione originale, Haley Joel Osment come voce di Mowgli e John Goodman come voce di Baloo.
Il film fu originariamente prodotto come un lungometraggio direct-to-video, ma venne distribuito prima nelle sale. È il terzo sequel Disney ad essere stato distribuito al cinema piuttosto che direct-to-video, dopo Bianca e Bernie nella terra dei canguri del 1990 e Ritorno all'Isola che non c'è del 2002. Il film è la continuazione de Il libro della giungla di Rudyard Kipling, ma non si basa su Il secondo libro della giungla.
Il film ha ricevuto recensioni negative dirette verso l'animazione e la somiglianza nella trama con il primo film. Tuttavia, è stato un successo al botteghino, incassando $ 135,7 milioni contro un budget di $ 20 milioni.

## Trama
Sono passati due anni da quando Mowgli ha iniziato la sua nuova vita al villaggio degli uomini con la ragazza che l'ha introdotto, Shanti, il suo fratellino adottivo Ranjan e i loro genitori, ma ha ancora difficoltà ad adattarsi al nuovo ambiente e vorrebbe tornare al divertimento della giungla. Un giorno, durante un ballo di gruppo, Mowgli finisce quasi per condurre i bambini del villaggio nella giungla. A causa di questo grave errore, il capo del villaggio lo rimprovera e lo mette in punizione mandandolo a letto senza cena. Nel frattempo, Baloo sente la mancanza di Mowgli e vorrebbe riprenderlo con sé. Shere Khan, assetato di vendetta dopo la sua umiliante sconfitta da parte di Mowgli nel primo film, è tornato nella parte della giungla dove Baloo e Bagheera abitano con l'intenzione di ucciderlo. Sebbene Bagheera cerchi di fermare Baloo con l'aiuto del colonnello Hathi, l'orso riesce a fuggire e va al villaggio degli uomini, riporta Mowgli a vivere con lui nella giungla ma, a loro insaputa, anche Shere Khan entra nel villaggio, senza fare rumore. Appena Shanti vede Baloo si spaventa dicendo di aver visto una bestia feroce; gli abitanti del villaggio, però, avvistano Shere Khan e, credendo che Shanti parlasse della tigre anziché Baloo, iniziano ad inseguirla. Nel caos che segue l'attacco della tigre, Shanti va nella giungla per recuperare Mowgli, credendo che Baloo sia feroce ed abbia rapito il ragazzo.
Dopo essere tornato con Baloo, Mowgli riassapora la libertà e il divertimento che aveva vissuto con il suo caro "Papà orso" ignari che il pitone Kaa, nascosto tra gli alberi, stia aspettando l'occasione di mangiarsi Mowgli nuovamente. Fortunatamente Mowgli riesce a sfuggire, inconsapevolmente, ai tentativi di Kaa di mangiarlo, mentre con Baloo balla e canta al ritmo della vecchia canzone Lo stretto indispensabile. Intanto, Shanti è nella giungla alla ricerca di Mowgli, ma non conoscendola e avendo paura di tutto ciò che sente e si muove le risulta difficile. Mentre continua a cercare il suo amico, si trova faccia a faccia con Kaa, che, avendo perso la sua occasione con Mowgli, non vuole lasciarsi sfuggire lei e senza che possa reagire viene ipnotizzata. Proprio quando sta per essere mangiata, Ranjan, che l'ha seguita di nascosto, la salva e la risveglia dall'ipnosi per poi cacciare Kaa, facendogli ingoiare un sasso che gli rimane nello stomaco e butta il pitone da un precipizio lì vicino; a quel punto i due si mettono insieme alla ricerca di Mowgli. Intanto Kaa, atterrato su delle palme da cocco, incontra Shere Khan che gli chiede il posto in cui si nasconde Mowgli, ma, non sapendolo, il pitone gli indica la palude e la tigre si avvia.
Il mattino dopo Bagheera, dopo essere stato travolto dal colonnello Hathi e la sua compagnia, sente gli umani che stanno cercando Mowgli nella giungla. La pantera capisce che il cucciolo d'uomo non è più al villaggio, e sospetta subito di Baloo. Mowgli intima a Baloo di spaventare Shanti se dovesse arrivare, non volendo più rivederla, e si lamenta della vita noiosa che aveva vissuto nel villaggio degli uomini. Shere Khan arriva alla palude, ma, non vedendo alcuna traccia di Mowgli, capisce che Kaa ha mentito. Gli viene, però, detto dove sono lui e l'orso dall'avvoltoio Lucky. Baloo e Mowgli vanno a divertirsi al vecchio tempio abitato dalle scimmie (il cui capo, Re Luigi, se ne è andato lasciando a loro la zona), ma quando gli animali della giungla si prendono gioco di Shanti e di altri aspetti della vita di Mowgli nel villaggio, il ragazzo si rattrista e se ne va. Nella giungla incontra Shanti e Ranjan, ma Baloo irrompe e li spaventa, come voleva Mowgli. Quando la verità viene a galla, Shanti e Ranjan scappano delusi.
Baloo riconosce che a Mowgli manca la sua vecchia vita, ma quando Mowgli cerca di fare pace con i suoi amici umani, i tre vengono attaccati da Shere Khan. La tigre insegue Mowgli e Shanti presso un altro tempio abbandonato e costruito sopra un lago di lava; Baloo lascia Ranjan con Bagheera e va a salvare Mowgli. Dopo che l'orso ed i due ragazzi hanno confuso Shere Khan facendo suonare tre diversi gong posizionati ai tre angoli del tempio, la tigre vede Shanti nel momento in cui il suo gong si rompe. Baloo combatte contro Shere Khan, mentre Mowgli sta per rischiare la vita per salvare Shanti, ma la tigre insegue i due ragazzi fino ad una grossa statua sul bordo di un pozzo di lava, ma il loro peso fa cadere la statua. Baloo riesce a salvare Mowgli e Shanti, mentre Shere Khan precipita e atterra su una lastra di pietra e si ritrova intrappolato nella bocca della statua precipitata, a pochi metri dalla lava ribollente, mentre l'avvoltoio Lucky, ritorna per schernire la tigre nuovamente. Con il suo nemico sconfitto, Mowgli, Shanti e Ranjan vengono ritrovati dagli abitanti del villaggio. Il capo del villaggio si scusa con Mowgli, che ritorna al villaggio degli uomini e da quel momento gli viene concesso di andare a trovare Baloo, Bagheera e gli altri suoi amici della giungla ogni volta che lo desidera, insieme a Shanti e Ranjan. Nella scena finale, i cinque si mettono a cantare insieme.

## Personaggi
- Mowgli - Il protagonista del film, è un cucciolo d'uomo. Fu doppiato nella versione inglese da Haley Joel Osment.
- Baloo - Co-protagonista del film, è un orso labiato. Fu doppiato nella versione inglese da John Goodman.
- Bagheera - Co-protagonista del film, è una pantera. Fu doppiato nella versione inglese da Bob Joles.
- Shanti - È la protagonista femminile del film, una ragazzina migliore amica e interesse amoroso di Mowgli. Si comporta come una sorella maggiore verso Ranjan ed è la figlia di Aalia e suo padre non viene mai visto. Fu doppiata nella versione inglese da Mae Whitman.
- Ranjan - È un altro cucciolo d'uomo, figlio del capo del villaggio, ed è come un fratellino minore per Mowgli e Shanti. Fu doppiato nella versione inglese da Connor Funk.
- Messua - È una donna del villaggio, madre di Ranjan e madre adottiva di Mowgli, moglie del capo del villaggio. Fu doppiata nella versione inglese da Veena Bidasha.
- Padre di Ranjan - È il capo del villaggio, marito di Messua e padre naturale di Ranjan ed adottivo di Mowgli. Fu doppiato nella versione inglese da John Rhys-Davies.
- Aalia - È la madre di Shanti, mentre suo marito non si vede nel film.
- Bambini del villaggio - Sono i nuovi personaggi apparsi nel film. Uno di loro fu doppiato nella versione inglese da Bobby Edner.
- Colonnello Hathi - Il leader militare degli elefanti, marito di Guendalina. Fu doppiato nella versione inglese da Jim Cummings.
- Hathi Junior - Il figlio del Colonnello Hathi e Guendalina, è un elefantino. Anche lui fu doppiato nella versione inglese da Edner.
- Guendalina - La moglie del Colonnello Hathi e la madre di Hathi Junior.
- Scimmia presentatrice - È l'ex consigliere di Re Luigi, conduttore dello show Il Giglio della Giungla. Anche lui fu doppiato nella versione inglese da Cummings.
- Vari animali ballerini - Sono gli stessi nuovi personaggi apparsi del film.
- Dizzy, Flaps, Ziggy, Buzzie e Lucky - Gli avvoltoi amici di Mowgli, Baloo e Bagheera che osservano gli spostamenti di Shere Khan ed uno di loro, il beffardo Lucky si diverte a prenderlo in giro, ma poi Shere Khan lo cattura e lo malmena essendo stufo di essere il suo bersaglio,  spaventando gli altri avvoltoi tuttavia Lucky riappare nuovamente e continua a prendere in giro Shere Khan dopo essere finito in trappola. Nel doppiaggio originale, Dizzy fu doppiato in inglese da Brian Cummings, Flaps fu doppiato da Baron Davis, Ziggy fu doppiato da Jess Harnell, Buzzie fu doppiato da Jeff Bennett e Lucky fu doppiato da Phil Collins.
- Shere Khan - Antagonista principale del film, è il maschio di tigre del Bengala che vuole vendicarsi di Mowgli (per essere stato " umiliato " dal cucciolo d'uomo in precedenza) e anche di Shanti, ed anche questa volta fallisce e viene sconfitto e deriso nuovamente dall'avvoltoio Lucky. Fu doppiato nella versione inglese da Tony Jay.
- Kaa - Antagonista secondario del film, è il serpente che tenta invano di mangiare prima Mowgli e poi Shanti. Viene sconfitto da Ranjan, prima che possa mangiare Shanti ed inserisce un grosso sasso al suo posto. Anche lui fu doppiato nella versione inglese da Cummings.

## Produzione
Negli anni '90, il duo di sceneggiatori Bob Hilgenberg e Rob Muir presentarono una sceneggiatura de Il libro della giungla 2 in cui Baloo si avventurava a salvare il suo interesse romantico da un bracconiere. La Disney alla fine andò in una direzione diversa per il sequel.
John Goodman registrò le sue battute a New Orleans, mentre Haley Joel Osment in California. A causa di una disputa legale con Gia Maione, la vedova di Louis Prima, il personaggio di Re Luigi non poté essere incluso nel film. Tuttavia, Re Luigi fa un'apparizione non fisica come fantoccio all'inizio, e viene brevemente menzionato nel mezzo del film.

## Colonna sonora
La band Smash Mouth registrò una cover della canzone dei fratelli Sherman (Robert B. Sherman e Richard M. Sherman), I Wan'na Be Like You (originariamente nel film del 1967), contenuta nella colonna sonora del film. La versione italiana, rititolata Credi a me, è cantata dalle Lollipop.

### Album

#### Tracce
1. Credi a me - Lollipop - 3:11
2. Il ritmo della giungla - Lorena Brancucci - 3:04
3. Veri selvaggi - Augusto Giardino - 2:32
4. Lo stretto indispensabile - Fabrizio Pucci, Gabriele Patriarca e Gabriella Scalise - 1:51
5. Spera in me - Sergio Tedesco - 2:50
6. La marcia del colonnello Hathi - Luigi Pavese - 2:31
7. Siamo tuoi amici - Luigi Pavese - 2:07
8. Casa mia - Amalia De Rita - 3:30
9. La regina della giungla - Alessandra Turri - 2:11
10. Il serpente è proprio fortunato - Elisa Zorzi - 2:25
11. La faccia dell'elefante - Renato Pareti - 1:48
12. Mai sorridere ad un coccodrillo - Renato Pareti - 1:40

## Distribuzione

### Data di uscita
Le date di uscita internazionali nel corso del 2003 sono state:
- 5 febbraio in Francia (Le livre de la jungle 2)
- 7 febbraio in Danimarca (Junglebogen 2), Norvegia e Svezia (Djungelboken 2)
- 13 febbraio in Argentina (El libro de la selva 2)
- 14 febbraio negli USA
- 19 febbraio in Belgio
- 20 febbraio in Repubblica Ceca, Ungheria (A dzsungel könyve 2), Paesi Bassi (Jungle boek 2) e Svizzera
- 21 febbraio in Islanda
- 22 febbraio in Corea del Sud
- 27 febbraio in Perù
- 28 febbraio in Brasile (Mogli - O Menino Lobo 2)
- 7 marzo in Grecia (To vivlio tis zouglas 2)
- 14 marzo in Estonia (Dzungliraamat 2)
- 21 marzo in Polonia (Ksiega dzungli II)
- 27 marzo in Austria e Germania (Das Dschungelbuch 2) e in Slovenia
- 4 aprile in Italia
- 5 aprile in Taiwan
- 10 aprile in Australia, Israele e Nuova Zelanda
- 11 aprile in Irlanda, Lituania, Portogallo (O Livro da Selva 2), Spagna (El libro de la selva 2) e Regno Unito
- 12 aprile in Emirati Arabi Uniti
- 23 aprile nelle Filippine
- 1º maggio in Russia (Книга джунглей-2)
- 16 maggio in Turchia (Orman çocugu 2)
- 28 maggio in Egitto
- 12 agosto in Kuwait

### Edizione italiana
L'edizione italiana è stata curata dalla Disney Characters Voices International, Inc., mentre il doppiaggio italiano venne eseguito dalla Royfilm, su dialoghi di Manuela Marianetti, e diretto da Leslie La Penna. La sonorizzazione è stata effettuata invece dalla Dubbing Brothers International Italia. I testi italiani delle canzoni e la direzione musicale è stata ad opera di Ermavilo. L'unico doppiatore del film originale a tornare nel proprio ruolo fu Sergio Tedesco, voce di Kaa.

### Edizioni home video
In Italia il film uscì VHS e DVD il 3 settembre 2003 e quindi in DVD il 14 maggio 2008.

## Accoglienza

### Incassi
Il film incassò $ 47.901.582 negli Stati Uniti e $ 87.802.017 all'estero, raggiungendo $ 135.703.599 in tutto il mondo.

### Critica
Il libro della giungla 2 ha ricevuto recensioni generalmente negative dalla critica. Sul sito web di aggregazione di recensioni Rotten Tomatoes, il film ha ricevuto un punteggio di approvazione del 18% basato su 92 recensioni, con una valutazione media di 4,4/10. Il consenso critico del sito recita: "Questo rimaneggiamento inferiore de Il libro della giungla avrebbe dovuto andare direttamente to-video". Su un altro aggregatore di recensioni, Metacritic, il film ha un punteggio medio ponderato di 38 su 100 basato su 24 critici, indicando "recensioni generalmente sfavorevoli".

## Altri media
In contemporanea all'uscita del film fu distribuito dalla Ubisoft il videogioco Il libro della giungla 2, realizzato dalla Disney Interactive per Game Boy Advance.

## Riconoscimenti
- 2004 - Saturn Award
  - candidatura come miglior film di animazione
- 2004 - Annie Award
  - Miglior storyboarding in un lungometraggio animato a Sharon Forward
  - candidatura come miglior storyboarding in una produzione di lungometraggi animati a Holly Forsyth
  - candidatura come miglior storyboarding in una produzione di film d'animazione a Chris Otsuki
  - candidatura come miglior storyboarding in una produzione di film d'animazione a David Prince
  - candidatura per il miglior doppiaggio in una produzione di film d'animazione a Jim Cummings
- 2004 - Kids' Choice Award
  - candidatura come voce preferita in un film d'animazione a John Goodman
- 2004 - Young Artist Award
  - candidatura per la miglior interpretazione in un ruolo di doppiaggio (giovane attore) a Haley Joel Osment
- 2004 - Golden Reel Award
  - candidatura per il miglior montaggio sonoro per un lungometraggio d'animazione (sonoro)
  - candidatura per il miglior montaggio sonoro in film d'animazione (musica) a Craig Pettigrew